# قار میان‌جثه

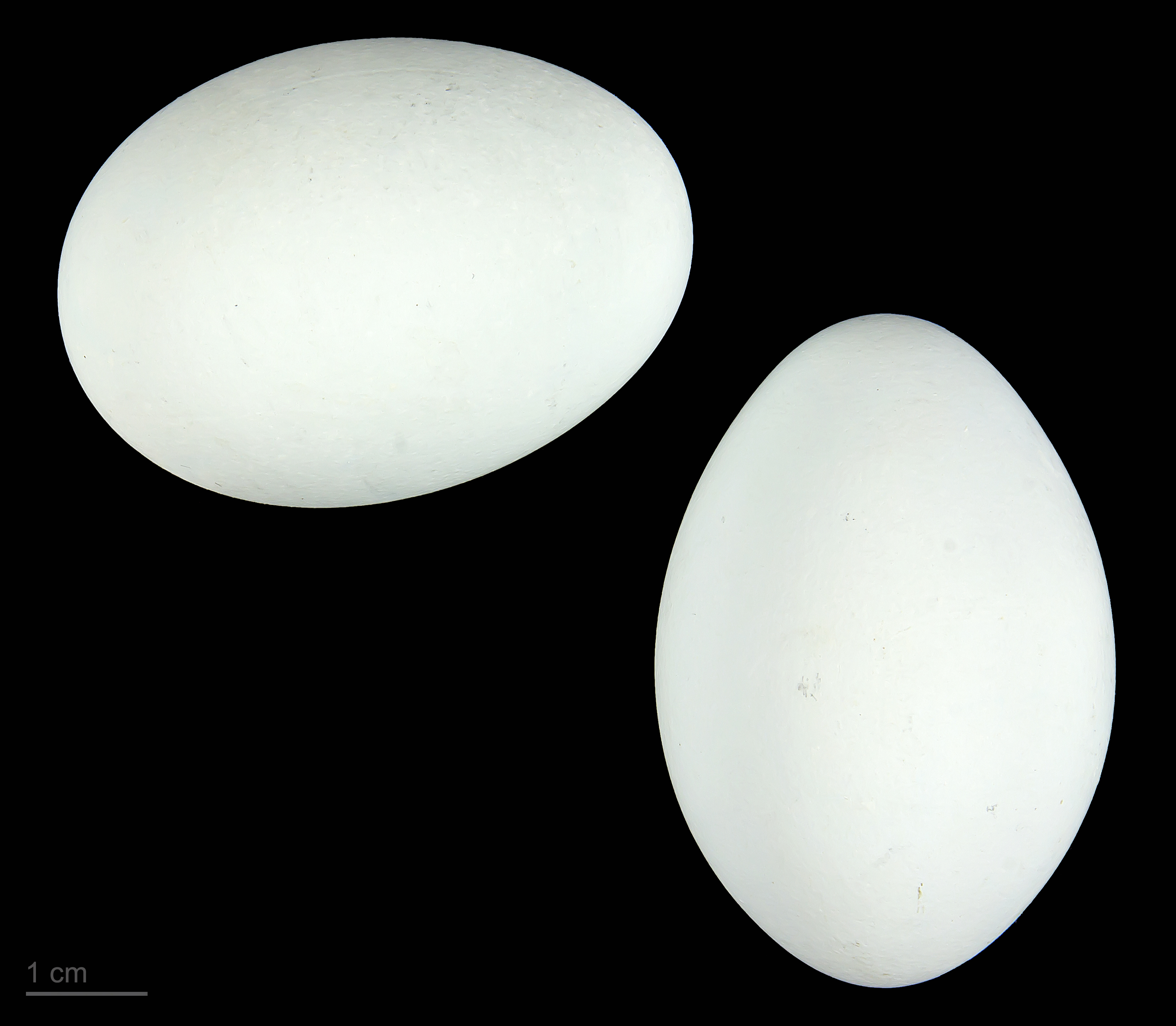
Ardea intermedia brachyrhyncha

قار (اگرت) میانی، قار میان‌جثه یا قار بینابین (نام علمی: Egretta intermedia) نام یک گونه از سرده قار است.